# Giotto

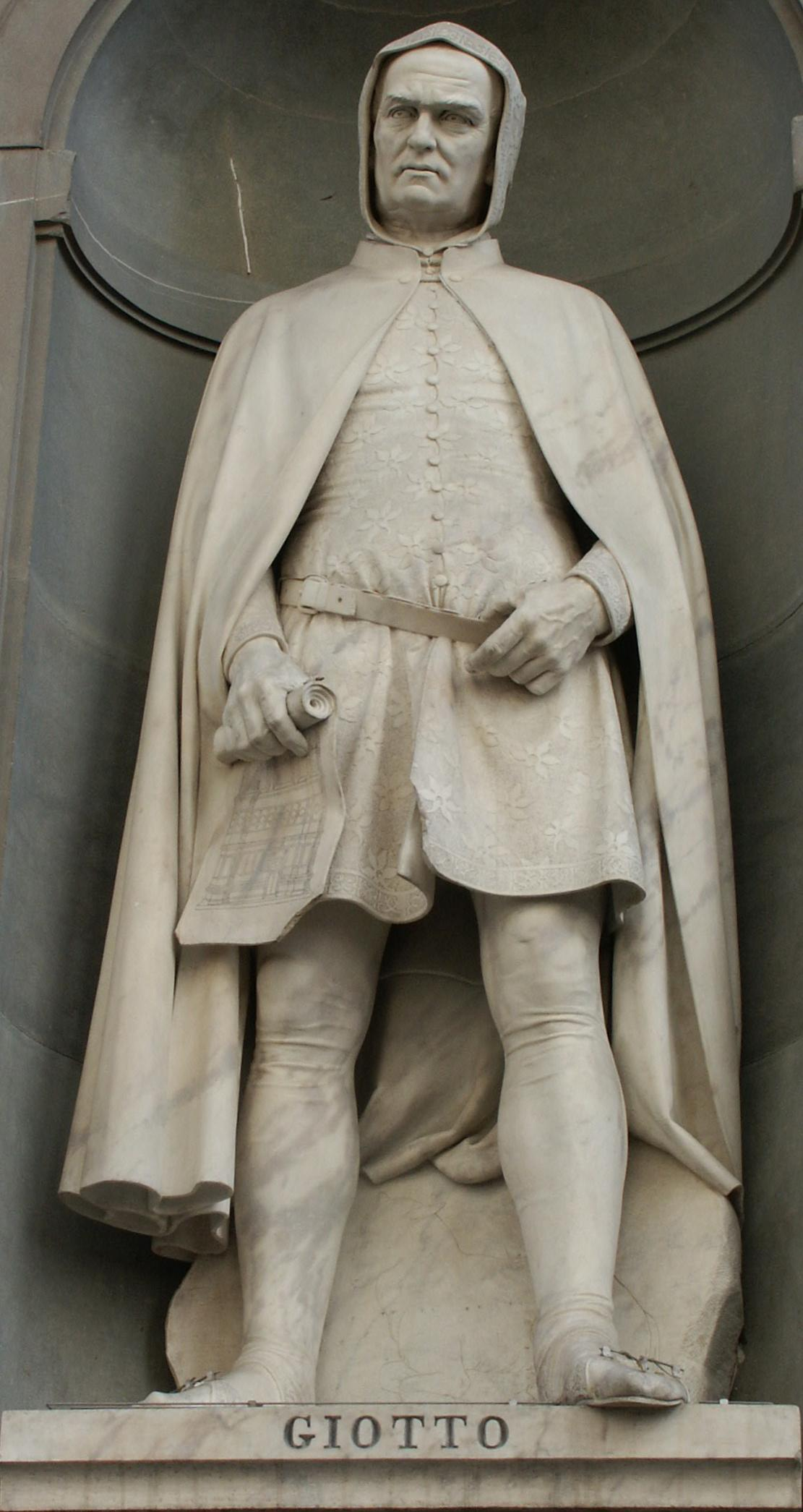
Tượng Giotto di Bondone gần Uffizi.

Giotto di Bondone (sinh 1267 - mất 8 tháng 1 1337), được biết đến với cái tên đơn giản Giotto, là một họa sĩ và kiến trúc sư người Ý. Ông được coi là một trong những họa sĩ vĩ đại nhất thời kỳ Phục hưng Ý.
Các tác phẩm bích họa của ông cho nhà thờ Scrovegni Chapel ở Padua, thường được gọi là Arena Chapel, hoàn thành khoảng năm 1305, mô tả cuộc đời của Maria và Jesus. Đây được coi là một trong những kiệt tác của thời kỳ đầu Phục Hưng. Giotto sau đó được chọn thiết kế campanile (tháp chuông) mới cho nhà thờ Florence. Sự tích về cuộc đời của Giotto cũng luôn là một đề tài bàn luận, như các vấn đề về: ngày sinh, nơi sinh của Giotto, quãng đời khi ông học nghề, liệu ông có điêu khắc các bức bích họa tại Assisi, hay ông được chôn ở đâu sau khi mất.

## Hình ảnh

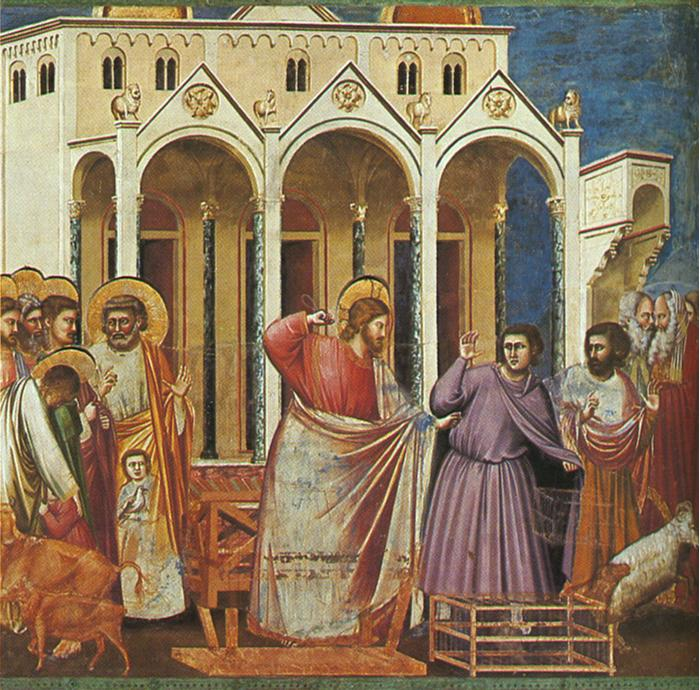
bích họa tại Cappella degli Scrovegni, Padua
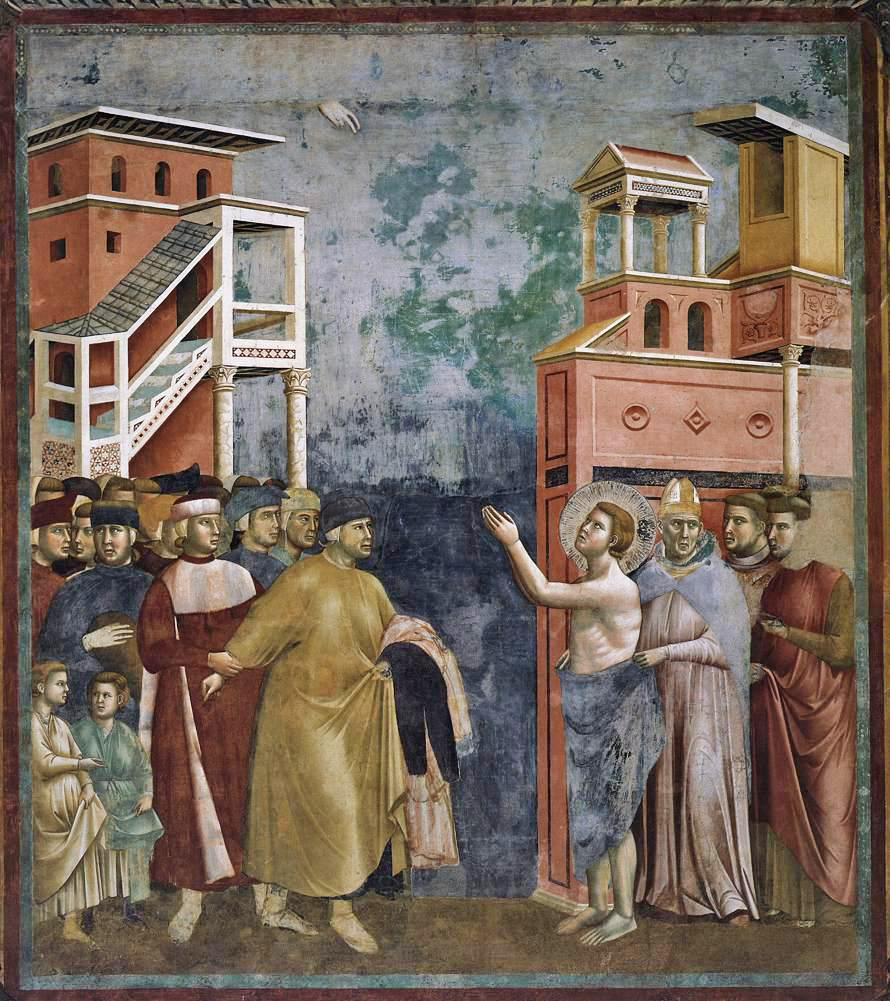
vẽ khoảng năm 1297 và 1299
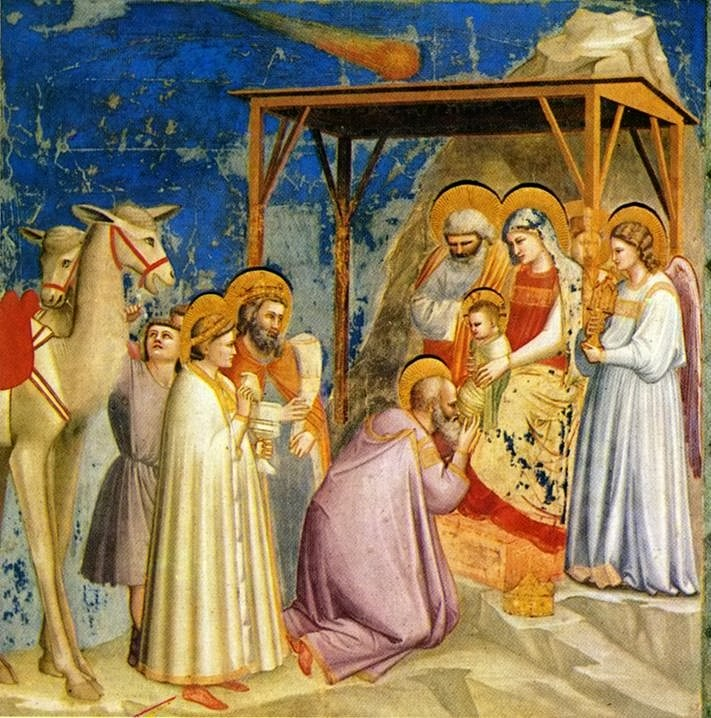
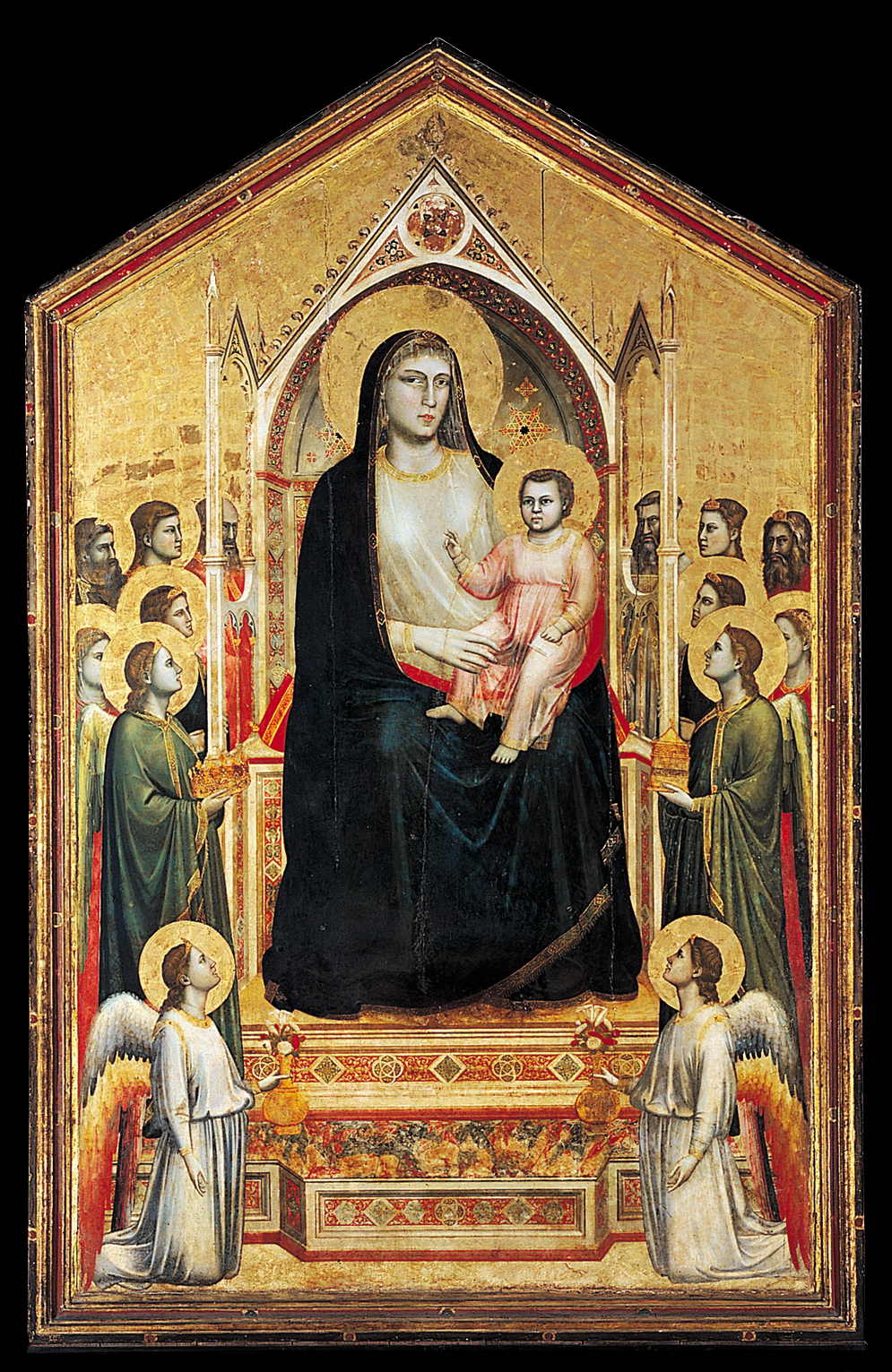
vẽ khoảng năm 1310
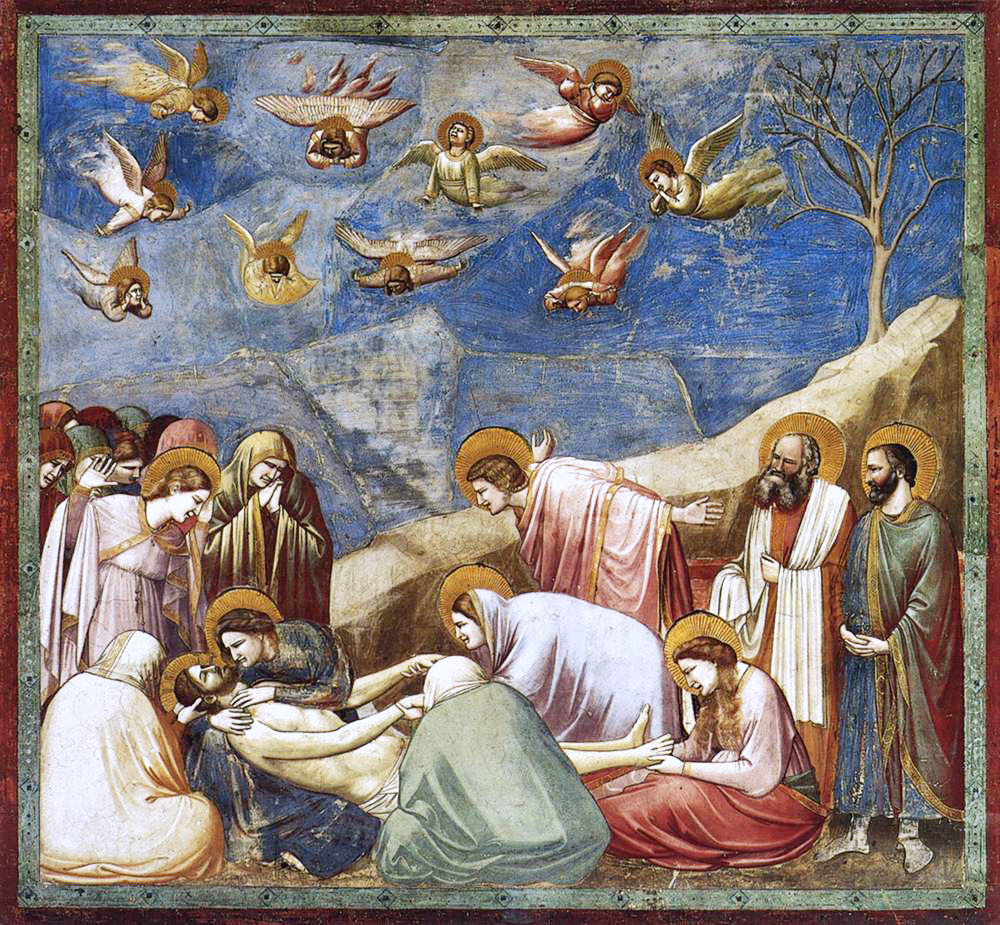
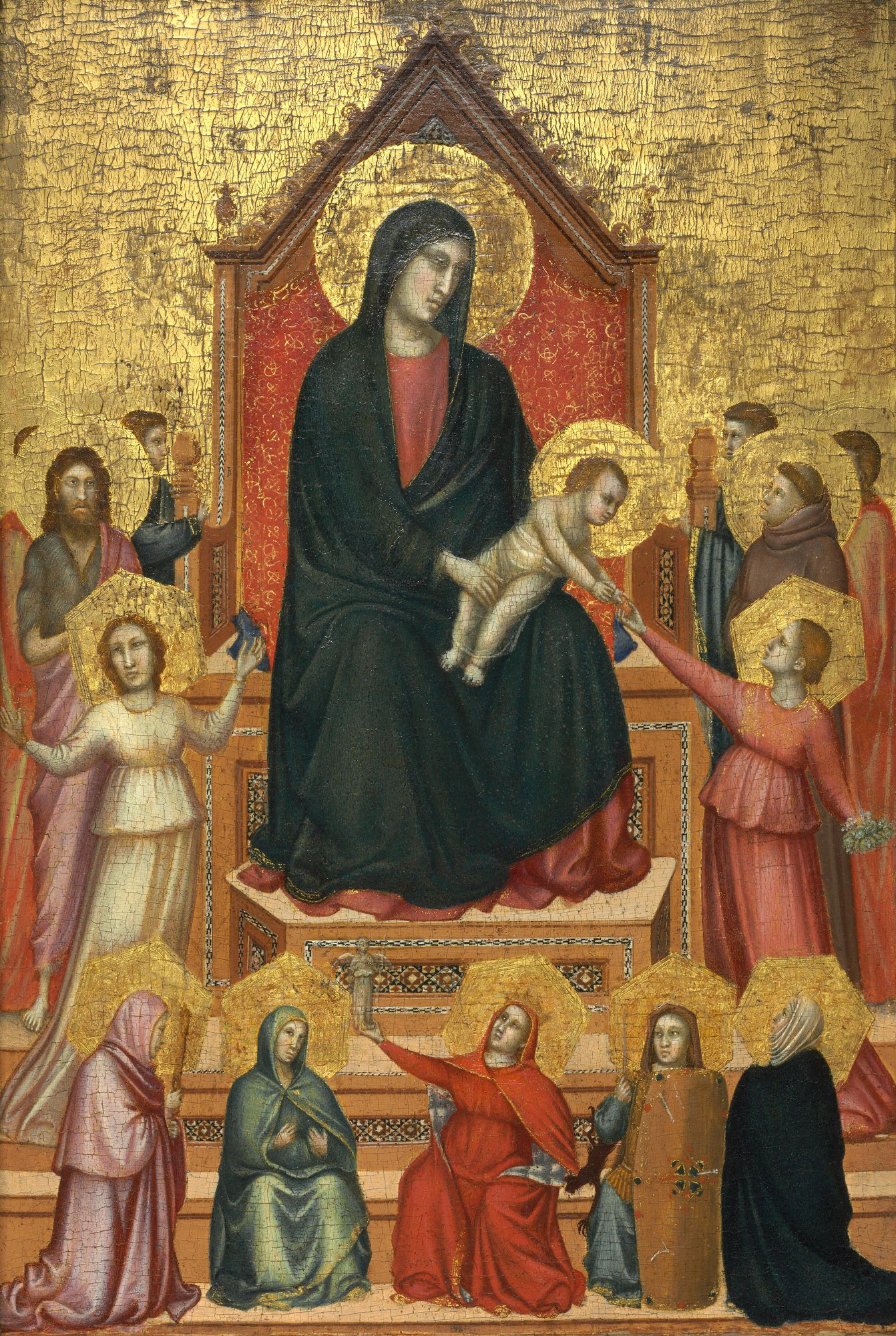